# Pemba (geslacht)
Pemba is een geslacht van rechtvleugeligen uit de familie sabelsprinkhanen (Tettigoniidae). De wetenschappelijke naam van dit geslacht is voor het eerst geldig gepubliceerd in 1870 door Walker.

## Soorten
Het geslacht Pemba omvat de volgende soorten:
- Pemba armata Walker, 1870
- Pemba brunnea Beier, 1960
- Pemba cochleata Beier, 1960
- Pemba peruana Beier, 1960